# Producers Award
Il Producers Award è un premio cinematografico assegnato annualmente dal 1998 nell'ambito degli Independent Spirit Awards ad un produttore che si sia particolarmente distinto nel produrre film indipendenti di qualità.

## Vincitori e candidati
I vincitori sono indicati in grassetto, a seguire gli altri candidati.

### Anni 1990
- 1998: Scott Macauley e Robin O'Hara - Habit
  - Margot Bridger
  - Lisa Onodera
  - Richard Raddon
  - Susan A. Stover
- 1999: Susan A. Stover
  - Margot Bridger
  - Gill Holland
  - Andrea Sperling

### Anni 2000
- 2000: Pamela Koffler - I'm Losing You
  - Christine K. Walker - Backroads e Homo Heights
  - Eva Kolodner - Boys Don't Cry
  - Paul S. Mezey - La ciudad
- 2001: Paul S. Mezey - The Ballad of Ramblin' Jack e Spring Forward
  - Jim McKay - American Movie e Our Song
  - Tim Perell - Louis & Frank e I segreti del cuore (The Myth of Fingerprints)
  - Diana E. Williams - The Love Machine e Our Song
- 2002: Rene Bastian e Linda Moran - Martin & Orloff e L.I.E.
  - Nadia Leonelli - Acts of Worship e Perfume
  - Jasmine Kosovic - Just One Time e The Adventures of Sebastian Cole
  - Adrienne Gruben - Treasure Island e Olympia
- 2003: Effie Brown - Le donne vere hanno le curve (Real Women Have Curves) e Stranger Inside
  - Eden Wurmfeld - Kissing Jessica Stein (Kissing Jessica Stein) e Fanci's Persuasion
  - Jesse Scolaro e Allen Bain - Manito e Cry Funny Happy
- 2004: Mary Jane Skalski - The Jimmy Show e Station Agent (The Station Agent)
  - Lauren Moews - Cabin Fever e Briar Patch
  - Callum Greene e Anthony Katagas - Happy Here and Now e Homework
- 2005: Gina Kwon - The Good Girl e Me and You and Everyone We Know
  - Sean Covel e Chris Wyatt - Napoleon Dynamite e Think Tank
  - Danielle Renfrew - November e Groove
- 2006: Caroline Baron - Truman Capote - A sangue freddo (Capote) e Monsoon Wedding - Matrimonio indiano (Monsoon Wedding) 
  - Ram Bergman - Brick - Dose mortale (Brick) e Conversations with Other Women
  - Mike S. Ryan - Junebug e Palindromes
- 2007: Howard Gertler e Tim Perell - Shortbus - Dove tutto è permesso (Shortbus) e Pizza
  - Alex Orlovsky e Jamie Patricof - Half Nelson e Point&Shoot
  - Julie Lynn - 9 vite da donna (Nine Lives) e 10 cose di noi (10 Items or Less)
- 2008: Neil Kopp - Paranoid Park e Old Joy
  - Alexis Ferris - Cthulhu e Police Beat
  - Anne Clements - Ping Pong Playa e Non è peccato - La Quinceañera (Quinceañera)
- 2009: Heather Rae - Frozen River - Fiume di ghiaccio (Frozen River)
  - Lars Knudsen e Jay Van Hoy - Treeless Mountain e I'll Come Running
  - Jason Orans - Goodbye Solo e Year of the Fish

### Anni 2010
- 2010: Karin Chien - The Exploding Girl e Santa Mesa
  - Dia Sokol - Beeswax e Nights and Weekends
  - Larry Fessenden - I Sell the Dead e The House of the Devil
- 2011: Anish Savjani - Meek's Cutoff
  - In-Ah Lee - Au Revoir Taipei
  - Adele Romanski - The Myth of the American Sleepover
- 2012: Sophia Lin - Take Shelter
  - Chad Burris  - Mosquita y Mari
  - Josh Mond - La fuga di Martha (Martha Marcy May Marlene)
- 2013: Mynette Louie - Stones in the Sun
  - Alicia Van Couvering - Nobody Walks
  - Derrick Tseng - Prince Avalanche
- 2014: Toby Halbrooks e James M. Johnston
  - Jacob Jaffke
  - Andrea Roa
  - Frederick Thornton
- 2015: Chris Ohlson
  - Chad Burris
  - Elisabeth Holm
- 2016: Mel Eslyn
  - Darren Dean
  - Rebecca Green
- 2017: Jordana Mollick – Hello, My Name Is Doris
  - Lisa Kjerulff – The Fits
  - Melody C. Roscher e Craig Shilowich – Christine

- 2018: Summer Shelton - Keep the Change
  - Giulia Caruso e Ki Jin Kim - Columbus
  - Ben LeClair - The Lovers

- 2019: Shrihari Sathe
  - Jonathan Duffy e Kelly Williams
  - Gabrielle Nadig

### Anni 2020
- 2020: Mollye Asher
  - Krista Parris
  - Ryan Zacarias
- 2021[3]: Gerry Kim
  - Kara Durrett
  - Lucas Joaquin